# Thorrenc
Thorrenc est une commune française, située dans le département de l'Ardèche en région Auvergne-Rhône-Alpes.

## Géographie

### Situation et description

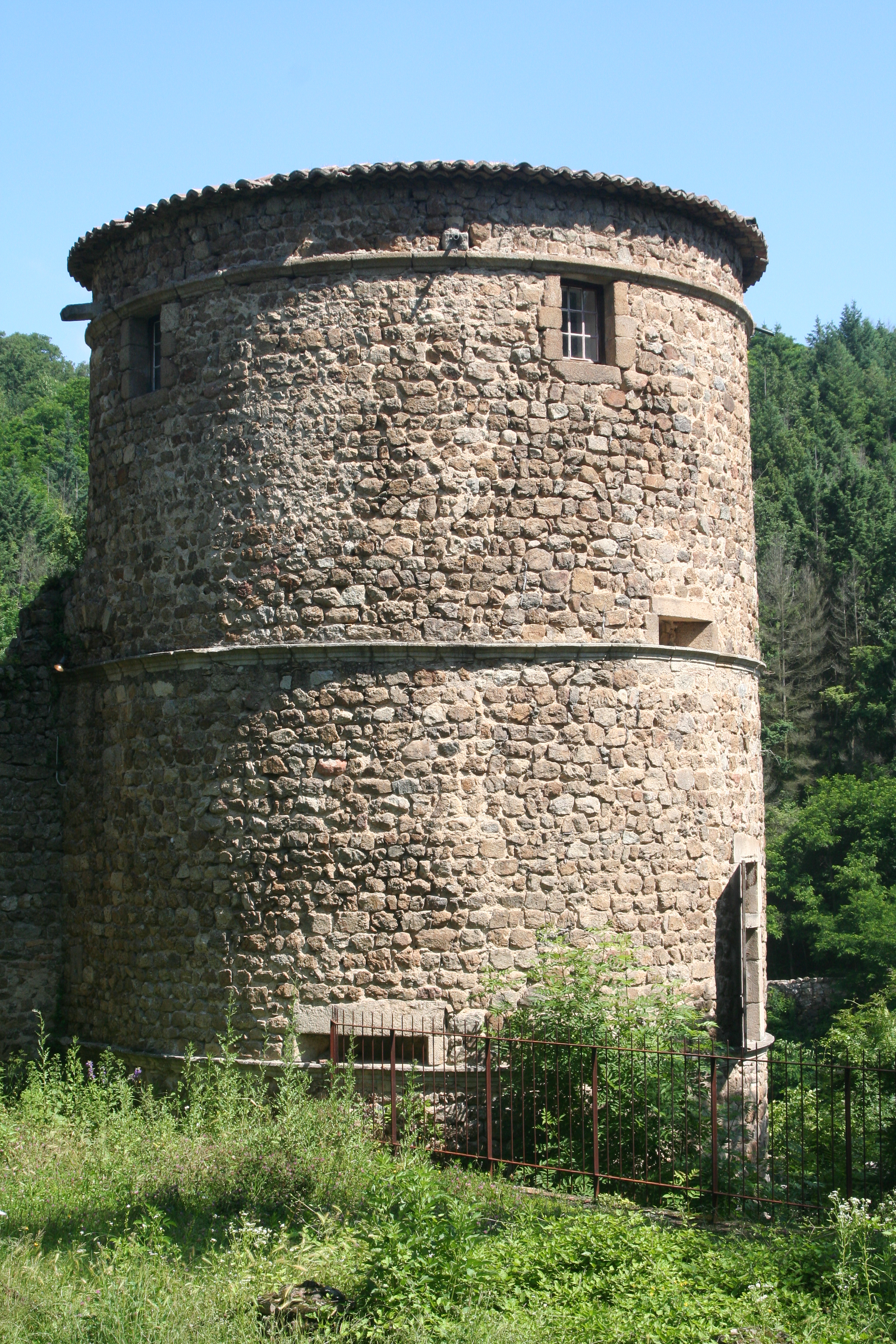
Une des tours du château.

La commune est constituée du chef-lieu, de trois hameaux, Solore, Ozas, Revelardon et d'habitations isolées. En raison des gorges du Thorrenson, cours d'eau qui partage le territoire communal, ces entités sont assez distinctes.
Les hameaux placés sur le plateau d'Annonay ont pu développer leur agriculture. Depuis les années 1980, ils ont pu accueillir de nouvelles constructions et doubler leur population en 20 ans.
À l'inverse, le chef-lieu, situé au fond des gorges, a connu une perte d'habitants, de 46 en 1911 à 14 en 2013. Il se résume à un château, une petite église, une mairie, un cimetière, une auberge et quelques maisons restaurées avec goût.
Cette situation pittoresque lui confère des charmes particuliers. Le lieu apparaît retiré et sauvage, au milieu d'une végétation bien développée. Le Torrenson maintient une atmosphère humide et fraîche. Le château bien restauré domine fièrement l'ensemble. À mi-hauteur de la pente ouest se distingue également le viaduc de l'ancienne voie ferrée.

### Communes limitrophes
Les communes limitrophes sont :

### Climat
Pour des articles plus généraux, voir Climat d'Auvergne-Rhône-Alpes et Climat de l'Ardèche.
En 2010, le climat de la commune est de type climat méditerranéen altéré, selon une étude du CNRS s'appuyant sur une série de données couvrant la période 1971-2000. En 2020, Météo-France publie une typologie des climats de la France métropolitaine dans laquelle la commune est dans une zone de transition entre le climat de montagne et le climat méditerranéen et est dans la région climatique  Moyenne vallée du Rhône, caractérisée par un bon ensoleillement en été (fraction d’insolation > 60 %), une forte amplitude thermique annuelle (4 à 20 °C), un air sec en toutes saisons, orageux en été, des vents forts (mistral), une pluviométrie élevée en automne (250 à 300 mm). 
Pour la période 1971-2000, la température annuelle moyenne est de 11,9 °C, avec une amplitude thermique annuelle de 17,4 °C. Le cumul annuel moyen de précipitations est de 885 mm, avec 8 jours de précipitations en janvier et 5,7 jours en juillet. Pour la période 1991-2020, la température moyenne annuelle observée sur la station météorologique de Météo-France la plus proche, « Saint-Désirat Sa », sur la commune de Saint-Désirat à 3 km à vol d'oiseau, est de 13,3 °C et le cumul annuel moyen de précipitations est de 698,4 mm,. Pour l'avenir, les paramètres climatiques de la commune estimés pour 2050 selon différents scénarios d'émission de gaz à effet de serre sont consultables sur un site dédié publié par Météo-France en novembre 2022.

### Voies de communication
Le territoire communal est traversé par la route départementale 291 (RD291).

## Urbanisme

### Typologie
Au 1er janvier 2024, Thorrenc est catégorisée commune rurale à habitat dispersé, selon la nouvelle grille communale de densité à 7 niveaux définie par l'Insee en 2022.
Elle est située hors unité urbaine. Par ailleurs la commune fait partie de l'aire d'attraction d'Annonay, dont elle est une commune de la couronne,. Cette aire, qui regroupe 37 communes, est catégorisée dans les aires de 50 000 à moins de 200 000 habitants,.

### Occupation des sols
L'occupation des sols de la commune, telle qu'elle ressort de la base de données européenne d’occupation biophysique des sols Corine Land Cover (CLC), est marquée par l'importance des territoires agricoles (54,2 % en 2018), une proportion identique à celle de 1990 (54,2 %). La répartition détaillée en 2018 est la suivante :
zones agricoles hétérogènes (52,1 %), forêts (45,8 %), cultures permanentes (2,1 %).
L'évolution de l’occupation des sols de la commune et de ses infrastructures peut être observée sur les différentes représentations cartographiques du territoire : la carte de Cassini (XVIIIe siècle), la carte d'état-major (1820-1866) et les cartes ou photos aériennes de l'IGN pour la période actuelle (1950 à aujourd'hui).

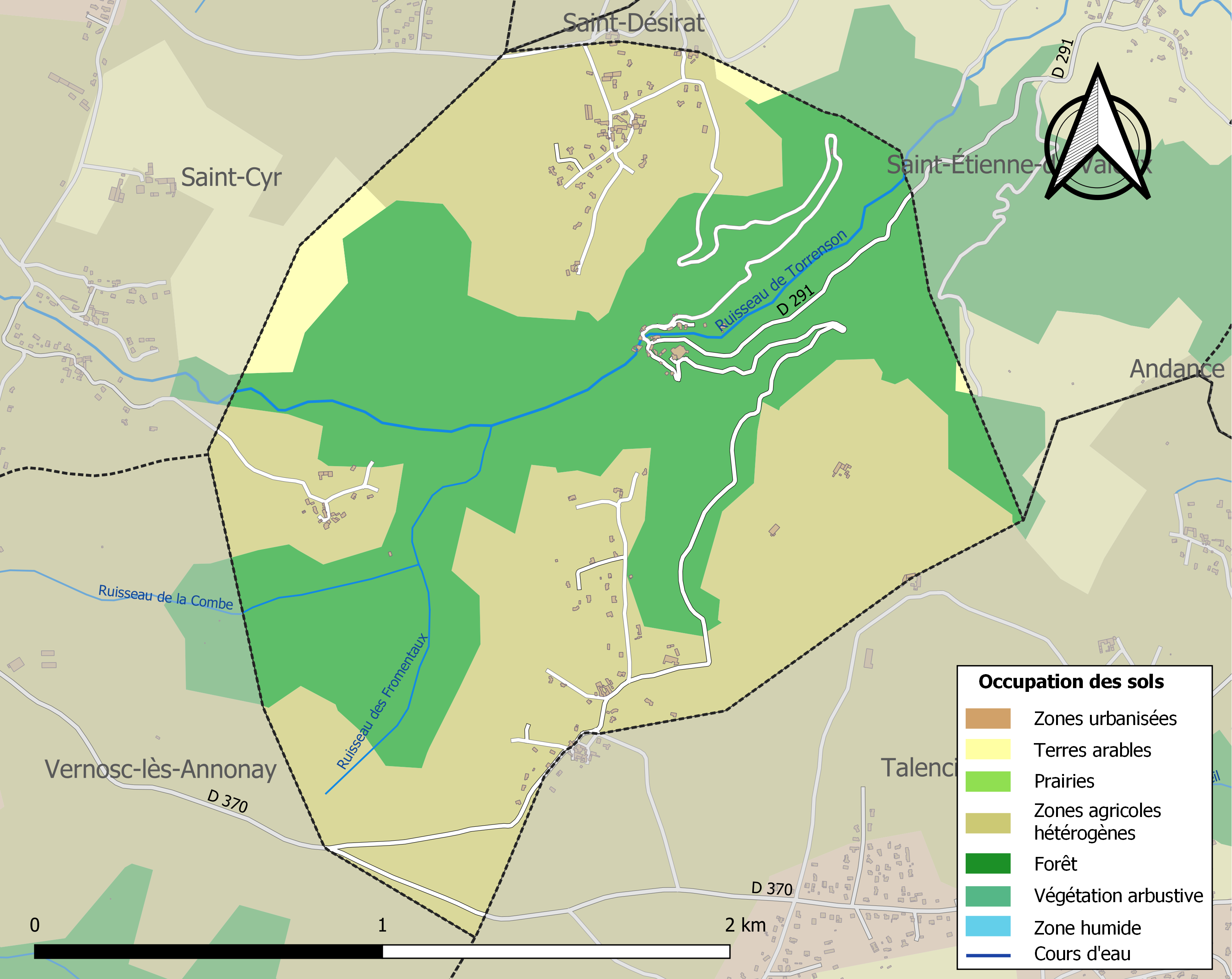
Carte des infrastructures et de l'occupation des sols de la commune en 2018 (CLC).

## Histoire

### Un point de passage
Anciennement, il est possible que le site ait été un lieu de passage entre la vallée du Rhône et le plateau d'Annonay : un ancien chemin pavé monte sur le plateau au départ de Thorrenc. Le château aurait alors été un endroit stratégique pour le contrôle du passage, et le village un relais pour voyageurs et marchandises. Thorrenc s'est appelé "Thorenne" un temps au XVIIe siècle (comme l'attestent les anciennes cartes d'état-major).

### Une baronnie
L'existence de Thorrenc, est attestée depuis 1025. Il semble que le lieu ait été très tôt un territoire attribué à une famille aristocratique, en tant que baronnie « de Thorenc et d'Andance », dont dépendaient, d'après Albin Mazon, « les paroisses de Saint-Étienne-de-Valoux, Talencieux, Saint-Désirat, Saint-Cyr et Vernosc ». Au XIIIe siècle, le site dépendait de la famille de Roussillon, seigneurs d'Annonay. Mais Aymar de Roussillon d'Annonay mourut sans postérité de sa 2e femme Philippa de Lavieu : le frère de ladite Philippa (ou Philippe, prénom alors épicène), Artaud de Lavieu de Roche (cité en 1240, † v. 1274/1278), hérita d'une part de Thorrenc, suivi par son fils Gaudemar de Lavieu (mineur en 1248, † vers 1301), frère de l'archevêque Briand. De leur côté, les chanceliers Pierre Flote et son fils Guillaume avaient aussi le château de Thorrenc.
Les Roussillon conservaient une part de la baronnie de Thorrenc, mais Aymar de Roussillon d'Anjou et son cousin d'Annonay commettaient exactions et brigandages : à cause de leur mauvais comportement, leur part de Thorrenc fut confisquée par le roi, et confiée en 1356 au cardinal Pierre de Colombier qui la légua à son neveu par alliance Pierre de Monestier.
Les Lavieu de Roche-la-Molière gardèrent leur part jusqu'à Jean II († v. 1369 ; arrière-petit-fils de Gaudemar), sans postérité de sa femme Marguerite de Montchal (de Moncha, Montchat), qui fut son héritière pour Thorrenc qu'elle apporta, avec Montchal, à son 2e mari Guichard Durgel de St-Priest, seigneur de St-Chamond.
Au XVIe siècle, le château est donc dans la famille du très catholique (puis très protestant) Jean de Saint-Chamond. Gabrielle de St-Priest de St-Chamond (v. 1547-1596), fille héritière de Christophe (1520-1580 ; dit le fléau des Huguenots ; frère de Jean), ancienne abbesse de Clavas, apporte Andance et Thorrenc, Montchal et St-Chamond à son mari Jacques Mitte de Chevrières (1549-1605), épousé en 1577.
À cause de la déconfiture familiale, Just-Henry Mitte de Chevrières (1615-† 1664), fils de Melchior, frère aîné de Jean-Armand, et petit-fils de Jacques Mitte et Gabrielle de St-Chamond, dut vendre de nombreux fiefs : dont la baronnie d'Andance et Thorrenc en 1654 à Just de Serres, conseiller du roi et lieutenant du bailliage d’Annonay ; puis passage à Hugues des Mazels de Monteilles ; acquisition ensuite par Pierre-Emmanuel Guignard de Saint-Priest, marquis de Peyraud par son 2e mariage: mais Jeanne-Marie de Fay-Peyraud, 2e épouse et veuve dudit messire Pierre-Emmanuel de Guignard, vicomte de Saint-Priest (marié, sans postérité, en 1710 ; par sa 1re femme Angélique-Jeanne de Rabot de Veyssilieu, épousée en 1678, il était père de Denys-Emmanuel, lui-même père de Jean-Emmanuel),, vendra Thorrenc et Andance en 1745 à Jean-Marie Desfrançais de Lolme (1758-1834), dernier baron d'Andance et Thorrenc, lieutenant du bailliage d’Annonay, président du tribunal du district du Mézenc, maire d’Annonay en 1795-1797 et 1802-1815.

### Une histoire de meurtre
Une légende, mais ayant sûrement sa part de vérité, raconte qu’en 1612 un quadruple assassinat fut commis : la femme du châtelain Pastour (sœur du médecin François Chomel), sa fille et deux servantes furent assassinées. Les meurtriers furent arrêtés. Ils étaient cinq. L’un d’eux était valet, qui, accompagnant son maître en voyage, l’avait quitté pour revenir faire ce mauvais coup. Quatre d’entre eux furent roués et leurs têtes exposées à Andance et à Nîmes[réf. nécessaire].
En 1762, voici ce que répondait le curé de Thorrenc à l’enquête sur la préparation de la suite de l’Histoire du Languedoc : « Le château a été rétabli par les soins et aux dépens dudit baron et est assez logeable eu égard au mauvais pays. Il y a trois tours : la tour carrée qui est fort élevée, la tour ronde à peu près aussi haute que l’autre ; elle ne la parait pas parce que ses fondements sont plus bas, et la petite tour. Il y avait anciennement trois places : celle du marché, de Saint-Georges et de la Justice. Il ne se parle plus de tout cela. Thorrenc limite avec Saint Désirat par un petit coin où il y a une grande pierre qu’on appelle communément la pierre des voleurs » ou plus exactement la « pierre des volants ».
En 1764 a été dressée la croix du château.

### Un château bien préservé

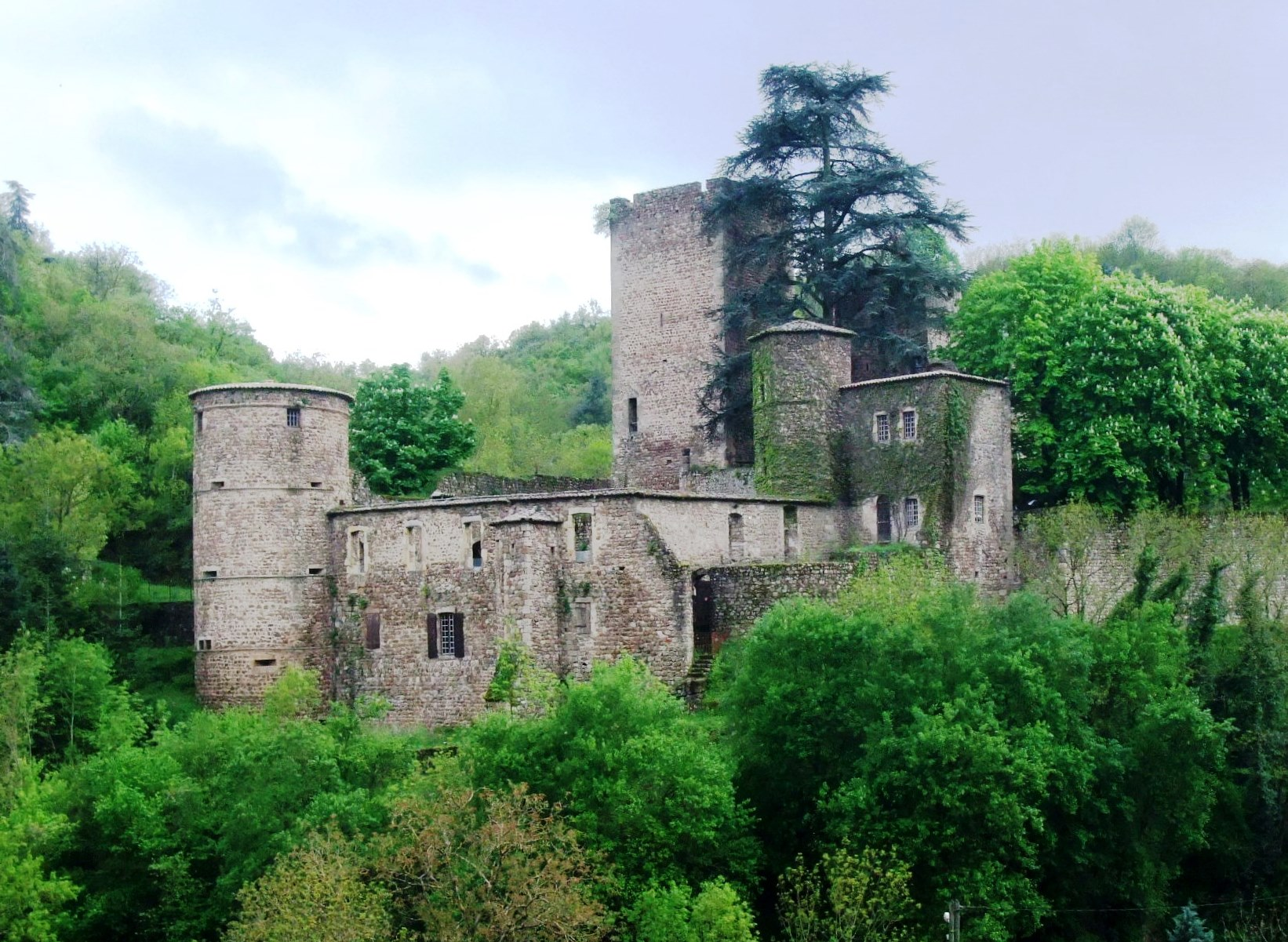
Château de Thorrenc.

Depuis la Révolution, par héritage ou vente, le château a souvent changé de propriétaires. On peut citer, par exemple, au XVIIIe siècle, l'Annonéen Just de Serres, puis la famille Desfrançais. Au XIXe siècle, la famille Mignot. Au XXe siècle, plusieurs autres propriétaires privés s'y sont succédé, mais pas forcément en résidence permanente. Ils ont au moins réussi à conserver aux bâtiments une bonne apparence. Le bâtiment fait encore forte impression, avec sa position élevée et ses murs intacts dans ce site sombre et étroit. Côté sud, la tour rectangulaire, la plus haute, avec très peu d'ouvertures et qui a pu servir de donjon, est sans doute la partie la plus ancienne : elle aurait été construite vers 1360 par le cardinal de Colombier. La tour ronde, à l'est, pourvue de petites meurtrières horizontales, daterait du XVe siècle. Elle a abrité des oubliettes. Les bâtiments d'habitation, pourvus de fenêtres, auraient été construits entre les XVIe et XVIIIe siècles.

### Une église, une mairie, une auberge

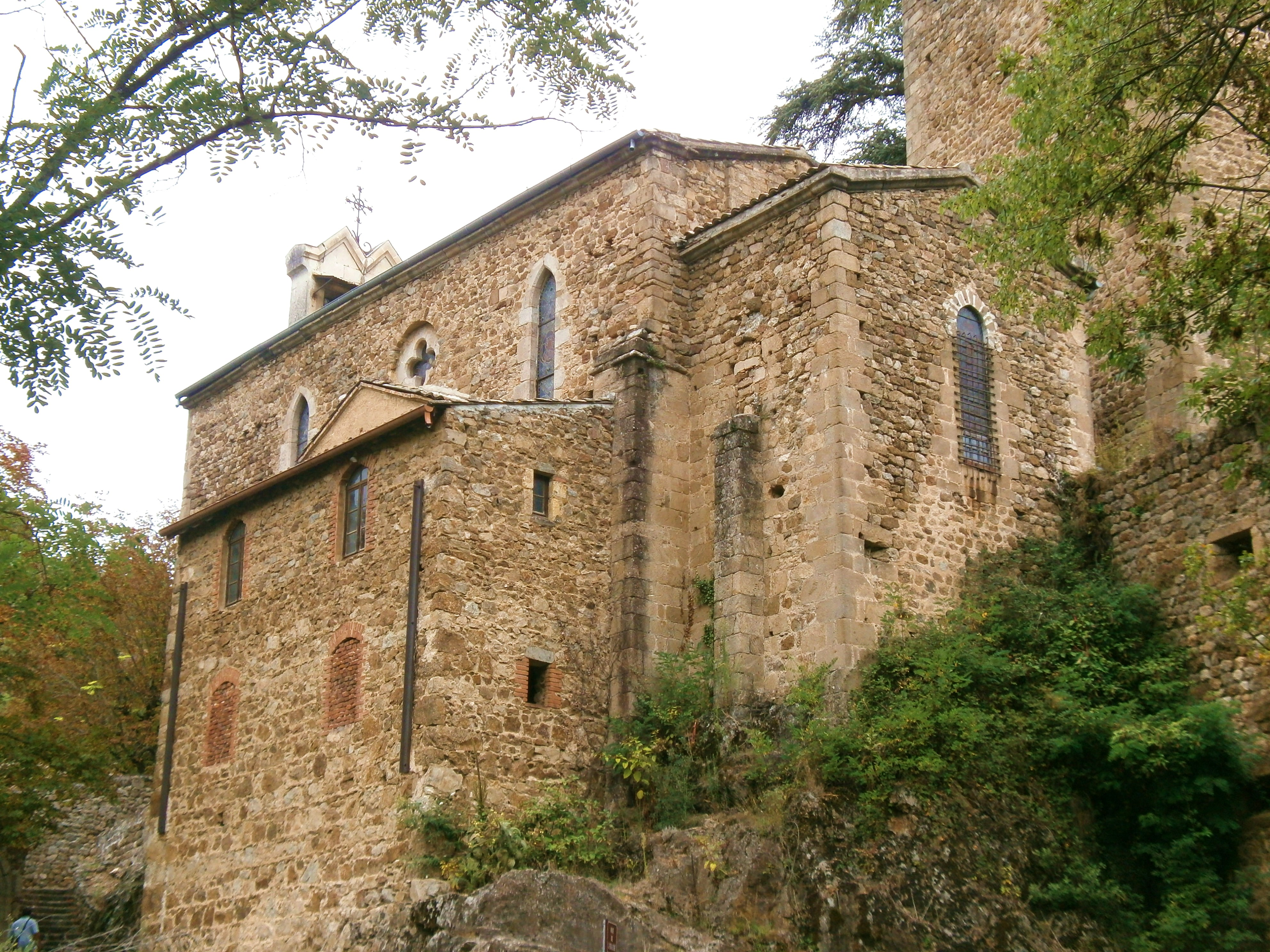
Église.

L'église de Thorrenc a été construite tout près de l'entrée du château. Elle conserve un caractère ancien, malgré des rénovations à la fin du XIXe siècle. Elle a servi d'église paroissiale. Cependant, compte tenu du faible nombre d’habitants et de l’éclatement de la commune en hameaux, la paroisse catholique a été supprimée en 1966, au profit de celles de Talencieux, Vernosc-lès-Annonay et Saint-Cyr. Les catholiques de la commune participent aujourd'hui à la vie de la paroisse « Bienheureux Gabriel Longueville »,.
Une école a fonctionné un certain temps au village, mais a maintenant fermé. Un centre de vacances a aussi fonctionné dans les années 1950. L'ancien bâtiment mairie/école a été racheté par les propriétaires de l'auberge et a été réaménagé en chambres d'hôtes. La mairie de Thorrenc est toujours présente au chef-lieu, mais s'est installée dans les locaux de l'ancien centre de vacances.
Sur la façade de la mairie actuelle est apposé le monument aux morts. Une simple plaque rappelle la mémoire de Paul Clerc, sergent au 75e d’infanterie, tombé au Champ d’honneur à la forêt de Pinon (Aisne) le 26 octobre 1917 à l'âge de 21 ans. Paul Clerc avait été décoré de la Croix de Guerre avec quatre citations.
Au chef-lieu existe aussi une auberge bien fréquentée. Cet ancien restaurant a été racheté en 1979 pour une activité d'auberge et de café-concert. À partir de 1985, l'activité de restauration a pris le dessus avec une cuisine à la fois naturelle et recherchée. Les espaces d'accueil ont été peu à peu agrandis et aménagés : trois salles pour une capacité totale de 60 couverts, plusieurs terrasses extérieures et cinq chambres d'hôtes.

## Politique et administration

### Liste des maires
| Période                                  | Période                     | Identité           | Étiquette | Qualité         |
| ---------------------------------------- | --------------------------- | ------------------ | --------- | --------------- |
| Les données manquantes sont à compléter. |                             |                    |           |                 |
| 1900                                     | 1904                        | Pierre Mical       |           |                 |
| 1904                                     | 1925                        | Johanny Frigière   |           |                 |
| 1925                                     | 1945                        | Paul Mical         |           |                 |
| 1945                                     | 1997                        | Georges Levaillant |           |                 |
| 1997                                     | 2000                        | Francis Verpoort   |           |                 |
| mars 2001                                | mars 2008                   | Marcel Roux        |           |                 |
| mars 2008                                | 2014                        | Alain Zabal        |           |                 |
| 2014                                     | En cours (au 24 avril 2014) | Christian Forel    | SE        | Cadre supérieur |

## Population et société

### Démographie
L'évolution du nombre d'habitants est connue à travers les recensements de la population effectués dans la commune depuis 1793. Pour les communes de moins de 10 000 habitants, une enquête de recensement portant sur toute la population est réalisée tous les cinq ans, les populations de référence des années intermédiaires étant quant à elles estimées par interpolation ou extrapolation. Pour la commune, le premier recensement exhaustif entrant dans le cadre du nouveau dispositif a été réalisé en 2007.

En 2022, la commune comptait 322 habitants, en évolution de +37,61 % par rapport à 2016 (Ardèche : +2,48 %, France hors Mayotte : +2,11 %).
| 1793 | 1800 | 1806 | 1821 | 1831 | 1836 | 1841 | 1846 | 1851 |
| ---- | ---- | ---- | ---- | ---- | ---- | ---- | ---- | ---- |
| 222  | 208  | 205  | 213  | 210  | 225  | 227  | 223  | 210  |

| 1856 | 1861 | 1866 | 1872 | 1876 | 1881 | 1886 | 1891 | 1896 |
| ---- | ---- | ---- | ---- | ---- | ---- | ---- | ---- | ---- |
| 200  | 212  | 226  | 209  | 214  | 240  | 182  | 173  | 181  |

| 1901 | 1906 | 1911 | 1921 | 1926 | 1931 | 1936 | 1946 | 1954 |
| ---- | ---- | ---- | ---- | ---- | ---- | ---- | ---- | ---- |
| 169  | 178  | 152  | 148  | 140  | 122  | 113  | 101  | 110  |

| 1962 | 1968 | 1975 | 1982 | 1990 | 1999 | 2006 | 2007 | 2012 |
| ---- | ---- | ---- | ---- | ---- | ---- | ---- | ---- | ---- |
| 100  | 103  | 84   | 97   | 152  | 185  | 230  | 236  | 233  |

| 2017 | 2022 | - | - | - | - | - | - | - |
| ---- | ---- | - | - | - | - | - | - | - |
| 233  | 322  | - | - | - | - | - | - | - |

Malgré sa taille modeste, Thorrenc a eu le statut de commune en 1790. Sa population comptait alors 200 habitants. Mais autrefois comme maintenant, le « chef-lieu » n'a pas pu abriter une population nombreuse, d'autant que les terres les plus facilement cultivables sont situées sur le plateau alentour. En 1911, sur les 152 habitants de la commune, 46 étaient recensés autour du château. Ce mini village, à cause de sa position centrale, a quand même toujours accueilli la mairie. Une école y a existé un certain temps. La chapelle a été aussi utilisée, mais en n'étant pas toujours paroisse.
Sur le plateau, les habitants des hameaux ont pris l'habitude de fonctionner plus fréquemment avec les territoires voisins de Saint-Cyr ou de Talencieux. Depuis les années 1980, Solore, Ozas et Révélardon se sont garnis de villas. Ces trois hameaux abritent la presque totalité des 240 habitants d'aujourd'hui. Autour du château, cinq maisons seulement sont restées habitées. Mais leurs quatorze occupants semblent attachés à soigner leurs belles pierres. L'auberge et ses chambres d'hôtes amènent des visiteurs. Et des promeneurs fréquentent assez volontiers le site.

### Enseignement
La commune est rattachée à l'académie de Grenoble.

### Médias
Deux journaux sont distribués dans les réseaux de presse desservant la commune :
- L'Hebdo de l'Ardèche est un journal hebdomadaire français basé à Valence. Il couvre l'actualité de tout le département de l'Ardèche.
- Le Dauphiné libéré est un journal quotidien de la presse écrite française régionale distribué dans la plupart des départements de l'ancienne région Rhône-Alpes, notamment l'Ardèche. La commune est située dans la zone d'édition d'Annonay.+

### Cultes
L'église (propriété de la commune) et la communauté catholique de la commune de Thorrenc dépendent de la paroisse Bienheureux Gabriel Longueville, elle-même rattachée au diocèse de Viviers.

## Culture locale et patrimoine

### Lieux et monuments
- Église Saint-Clair de Thorrenc.

#### L'ancienne voie ferrée

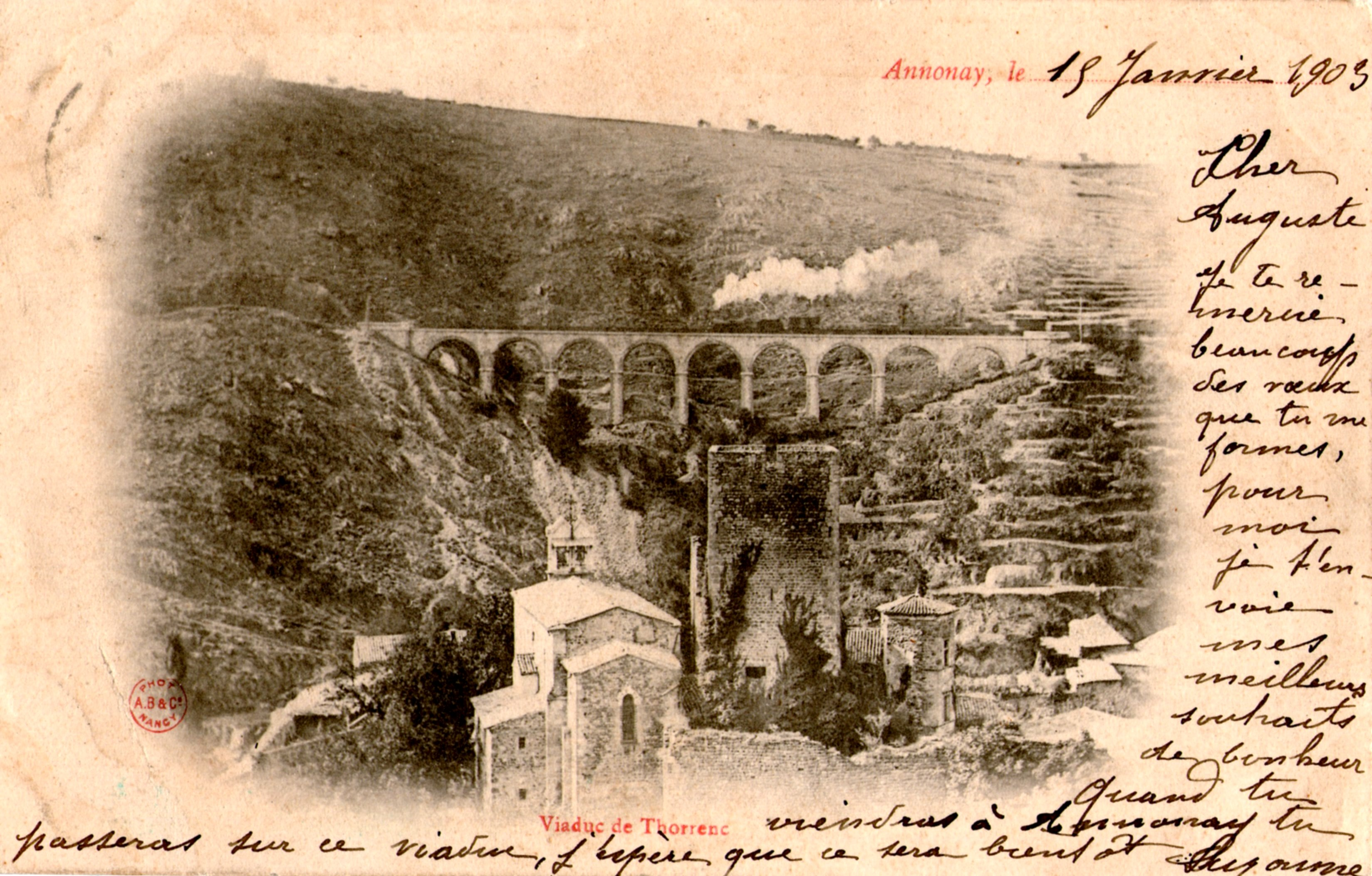
Collection Jean-Jacques Dard.

Jusqu'en 1987, le site de Thorrenc a vécu au rythme de la ligne de chemin de fer ouverte en 1869. Les trains partant de Saint-Rambert-d'Albon prenaient peu à peu de l'altitude jusqu'au hameau des Barges où un premier tunnel passe sous la route actuelle. La voie domine ensuite Thorrenc et le Torrenson, passant notamment sur le grand viaduc de 110 m et ses neuf arches. Elle s'engage ensuite dans un tunnel de 262 m. Ressortie à l'air libre, elle franchit les gorges du Torrenson sur un pont à arche unique. Puis elle continue de monter en tranchée jusqu'au tunnel de Midon qui la fait ressortir sur la commune de Vernosc-lès-Annonay.
La ligne a connu son apogée vers 1920 avec 14 passages quotidiens. Après la guerre, le trafic a continué de baisser jusqu'à la fermeture définitive au trafic commercial ; cependant quelques convois y sont passés épisodiquement jusqu'au 27 août 1991 en particulier l'autorail X 3989 « Picasso » des « Modélistes et Amis du Rail Vivarois » d'Annonay.
Le tracé de la voie, délesté de ses rails, est toujours visible aujourd'hui, avec ses confortements et ses ouvrages particuliers. L'ancien ballast arrive à limiter encore l'invasion de la végétation. Un particulier a racheté la partie du trajet qui passe sur la commune, tunnel et viaducs compris. Un projet d'aménagement de voie cyclable est toujours plus ou moins en suspens. Il offrirait une réutilisation idéale de ce tracé qui a été utilisé pendant un peu plus d'un siècle.

#### Des sentiers pittoresques

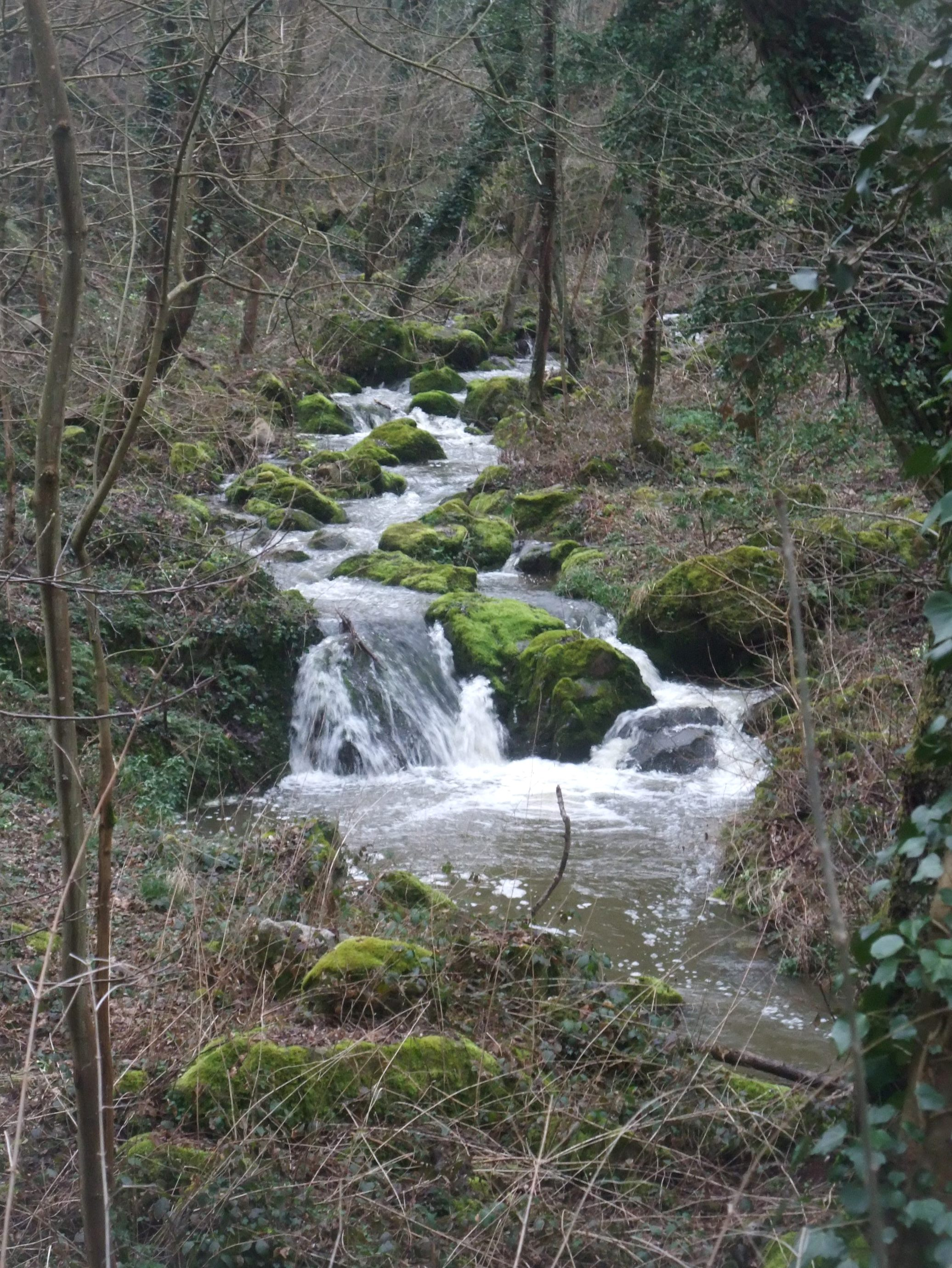
Le Torrenson.

Le site de Thorrenc apparaît étroit et escarpé, mais plusieurs promenades sont possibles dans cette vallée du Torrenson à la fraîcheur garantie. Le parcours en boucle le plus abordable part du cimetière, en haut du village. En suivant le balisage direction Saint-Cyr, on finit par rejoindre, sur sa rive droite, le lit encaissé du Torrenson. Le chemin remonte ensuite et croise l'ancienne voie ferrée. Si on la suit dans le sens de la descente, la voie traverse un long tunnel puis débouche sur le grand viaduc qui domine le site. Elle va croiser ensuite un ancien chemin pavé qui redescend au village.
Mais on peut aussi poursuivre l'itinéraire balisé et monter jusqu'au bord du plateau à Révélardon puis à L'Éterpas. On peut rejoindre Solore par le chemin balisé ou par la forêt. On redescend à Thorrenc par l'ancien chemin ou la route.
Deux autres sentiers, plus accidentés, partent du centre village, rive gauche du Torrenson. Vers l'aval, la ruelle du Torrenson se poursuit par un petit sentier qui permet de suivre le cours et les gorges du ruisseau jusqu'aux vergers de Saint-Étienne-de-Valoux. On peut revenir par le goudron de la route. Vers l'amont, un sentier conduit aux sites d'escalade. Il rejoint la voie ferrée à l'entrée amont du tunnel. Les motos ont ensuite tracé un sentier jusqu'au plateau.